# Richard Hughes
Richard Hughes (właściwie to Richard David Hughes) – urodzony 8 września 1975 roku w Gravesend, Kent. Jest perkusistą angielskiego trio grającego rock alternatywny - Keane. Richard jest najstarszym członkiem zespołu.

## Życiorys
Hughes ukończył szkołę Tonbridge School, gdzie uczęszczał razem z kolegami Timem Rice-Oxleyem oraz Dominickiem Scottem. W wieku 17 lat uczył się grać na perkusji. Gdy Rice-Oxley i Scott założyli małą kapelę w 1995 roku został zaproszony do zostania członkiem i grania na tym instrumencie. Później do grupy dołączył również Tom Chaplin, co do którego Richard miał wątpliwości na początku:
en:"The idea of giving someone who's already the loudest person you know a microphone was not something that I was particularly keen on." (Idea przekazania mikrofonu najgłośniejszej osobie jaką znasz nie jest czymś, co mnie przekonuje.)
Po zakończeniu szkoły Hughes dostał się na University College London w Londynie, gdzie uzyskał wykształcenie geograficzne. Podczas formowania grupy Keane był m.in. sekretarzem w BBC.